# KZ-Nebenlager St. Aegyd am Neuwalde
Das KZ-Nebenlager St. Aegyd am Neuwalde, ein Nebenlager des KZ Mauthausen, bestand vom 2. November 1944 (Eintreffen der ersten Häftlinge) bis 1. April 1945 (Räumung des Lagers und Abtransport der Häftlinge Richtung Mauthausen) in St. Aegyd am Neuwalde in Niederösterreich. In Summe waren 497 Häftlinge im Lager. Von den 300 Häftlingen, die mit dem ersten Transport gekommen waren, starben in nur zwei Monaten bereits 33 Mann, und 160 Mann mussten für arbeitsunfähig erklärt werden. Der Häftlingshöchststand von 303 Mann wurde nur für kurze Zeit erreicht, weshalb auf Grund der unmenschlichen Bedingungen und Behandlung und der damit verbundenen hohen Ausfälle permanenter „Arbeitskräfte“-Mangel herrschte.

## Errichtung
Das Lager wurde von der „Kraftfahrtechnischen Lehranstalt der Waffen-SS“ (KTL-Wien, unter der Schirmherrschaft von Ferdinand Porsche, Leitung Sturmbannführer Dr. Schröder) errichtet. Zu diesem Zwecke wurden bereits im August 1944 etwa 42.000 m² Grund der römisch-katholischen Pfarre St. Aegyd beschlagnahmt. Weiters meldete der Pfarrer Franz Kaubeck am 19. Oktober 1944 dem Bischöflichen Ordinariat die Beschlagnahme der heutigen Volksschule und des Caritashauses. Warum St. Aegyd als Standort gewählt wurde, lässt sich nicht belegen, aber sicherlich spielte die Tatsache, dass St. Aegyd nur durch ein relativ enges Tal erreichbar und somit leicht zu verteidigen gewesen wäre, sowie die Anbindung an die Eisenbahn eine große Rolle.

## Lagerareal

### Schutzhaftlager
Der Schutzhaftlagerbereich, auch Stacheldrahtbereich genannt, betrug etwa 4.000 m² und befand sich am östlichen Ende des Lagers (heute das östliche Ende der Pfarrsiedlung). Dort befanden sich zwei Wohnbaracken für je 150 Häftlinge, in denen sich aber 18 Häftlinge 18 m² teilen mussten. Zwischen den beiden Baracken lag der Appellplatz. Weiters gab es noch eine Waschbaracke und Latrinen. Bewacht wurden die Häftlinge von vier Wachtürmen aus, auf denen die SS-Wachen mit Maschinengewehren bewaffnet ihren Dienst versahen. Ob der Stacheldrahtzaun elektrisch geladen war, lässt sich nicht mit Sicherheit sagen, obwohl dies wahrscheinlich ist.

### Äußerer Lagerbereich
Im äußeren Lagerbereich befanden sich die Baracke der Lagerwache und die des Lagerführers Willi Auerswald sowie des Rapportführer Anton Perschl. Weiters gab es noch Baracken für die SS-Lagerleitung, Häftlingsküche und ein Lebensmittelmagazin. Rund 800 m westlich des Stacheldrahtbereichs befanden sich zehn kleinere Baracken, in denen die „Schwarzmeerdeutschen“ lebten. Außerdem gab es noch eine Baracke für das „Technische Büro“. Das Quartier der dienstfreien SS-Wachmannschaft befand sich jenseits der Bahngeleise in der heutigen Volksschule. Dort waren auch die SS-Küche und ein weiteres Lebensmittelmagazin untergebracht. Weiters gab es noch eine Tischlerei und die „Bauleitung d. Waffen SS u. Pol.“

## Lager-Aufbau
Da das Lager offenbar nicht von den Häftlingen selber, sondern schon zuvor errichtet wurde, lässt sich nicht genau sagen, wann genau und von wem es errichtet wurde. Es gibt Berichte von Zeitzeugen, dass die Waffen-SS bereits 1943 nach St. Aegyd gekommen sei, was auch in der St. Aegyder Heimatchronik von Heppner erwähnt wird, bzw. befinden sich im Archiv der Gemeinde Namenslisten von „Ostarbeitern“, die 1944 in St. Aegyd arbeiteten.

## Funktion des Lagers
Zu welchem Zwecke das KZ-Außenlager errichtet wurde, ist nicht geklärt. Es ist aber erwiesen, dass es mit der „Kraftfahrtechnischen Lehranstalt der Waffen-SS Wien“ („KTL-Wien“) in Verbindung stand. Die „Gruppe Versuchsbau der Waffen-SS“ (Deckname „Alfred“), die zur „KTL-Wien“ gehörte und sich hauptsächlich mit der Entwicklung eines Panzers mit Gas-Dampf-Triebwerk beschäftigte, wird in Unterlagen der Diözese St. Pölten im Zusammenhang mit der Beschlagnahme der Grundstücke in St. Aegyd erwähnt. Ende August 1944 fand unter der Leitung des SS-Brigadeführers Walther Neblich, Kommandeur der Kraftfahrtechnischen Lehranstalt der Waffen-SS (KTL) in Wien, eine geheime Entwicklungstagung in St. Aegyd statt. Thema der Tagung war die Entwicklung eines Gas-Dampf-Triebwerkes als Antrieb für Panzer. Federführend bei dieser Entwicklung war die Prüf- und Versuchsabteilung (Pruva) der KTL Wien, welche hierzu die "Gruppe Versuchsbau" einrichtete. Anfang 1945 verlegte zudem die "Kraftfahrtechnische Lehranstalt der Waffen-SS (KTL)", bedingt durch die Luftangriffe auf Wien, einen Teil ihrer Lehrgangsteilnehmer zum "Führer-SS" auf das Gelände des Außenlagers in St. Aegyd. Das Lager in St. Aegyd wird entweder unter „Kraftfahrtechnische Versuchsanstalt der Waffen-SS“ oder später auch unter „KTL St. Aegyd“ geführt.
Es gibt Berichte von ehemaligen Häftlingen und Zeitzeugen, die besagen, dass ein Stollen hinter der heutigen Hauptschule errichtet wurde, der entweder als Treibstofflager oder Raffinerie dienen sollte und sofort nach dem Krieg wieder zugeschüttet wurde. Manche glauben sich auch daran erinnern zu können, dass eine Munitionsfabrik oder eine Fabrik für Vergeltungswaffen errichtet werden sollte. Am wahrscheinlichsten ist es, dass hier Teile des Triebwerkpanzers der „Gruppe Versuchsbau“ getestet werden sollten. Schriftliche Belege gibt es aber für keine dieser Theorien. Da das Lager auf Grund permanenten Arbeitskräftemangels nie fertiggestellt werden konnte, hat es wohl auch seine geplanten Zwecke nie erfüllt.

## Die Häftlinge
Insgesamt waren 497 Häftlinge im KZ-Außenlager St. Aegyd. Es gab zwei große Häftlingstransporte von Mauthausen nach St. Aegyd und damit verbunden zwei Rücktransporte der arbeitsunfähigen Häftlinge nach Mauthausen bzw. am 1. April 1945 den Rücktransport der bis dahin noch verbliebenen Häftlinge.
Am 2. November 1944 kam der erste Transport mit 300 Häftlingen (alles Männern) aus Mauthausen an. Auf Grund der äußerst schlechten Bedingungen im Lager, schlechter Kleidung, winterlicher Kälte und der Misshandlungen durch SS und der Kapos waren bis zum 27. Dezember 1944 schon 29 Häftlinge gestorben und der vom Lager Wr. Neudorf herbeigeholte SS-Arzt Richard Plättig stellte bei 160 Häftlingen Arbeitsunfähigkeit fest.
Daraufhin wurden am 8. Jänner 1945 91 Häftlinge nach Mauthausen zurücktransportiert, die dort zum größten Teil ins „Sanitätslager“ kamen. Da am 20. Februar 1945 von den 170 bis dahin verbliebenen Mann nur mehr 120 einsatzfähig waren und die 50 arbeitsunfähigen Häftlinge nach Mauthausen zurückgeschickt wurden, wurden neue Häftlinge angefordert. Am 21. Februar 1945 kamen 185 neue Häftlinge nach St. Aegyd.
Am 1. April 1945 wurde das Lager wegen des Heranrückens der Front aufgelöst und die verbliebenen Häftlinge nach Mauthausen zurückgebracht.

### Herkunft der Häftlinge
Der Großteil der Häftlinge (mehr als die Hälfte) des ersten Transportes stammte aus Polen (157), gefolgt von Jugoslawen (66), den sowjetischen (33) und deutschen (31) Häftlingen. Die restlichen stammten aus Italien, Frankreich, Lettland, Belgien, Luxemburg, Ungarn, Tschechien und Albanien.

### Grund der Inhaftierung
Die größte Gruppe hier war die der Schutzhäftlinge mit 246 der ersten 300 Mann, gefolgt von den russischen Zivilarbeitern (RZA), den „BV-ern“ (Berufsverbrecher) mit acht Mann, von denen sieben als Kapo eingesetzt waren. Die Roma wurden teilweise unter verschiedenen Bezeichnungen geführt, entweder als AZR-Häftlinge, BV-Häftlinge oder als „Zigeuner“. Erst ab Februar stellten Juden einen größeren Teil der Häftlinge dar und zum Zeitpunkt der Schließung waren es 6,4 Prozent.

### Todesopfer
Die genaue Anzahl der Todesopfer lässt sich nicht mehr eruieren, es sind zumindest 46 Häftlinge (nachweislich und namentlich bekannt) im KZ-Außenlager St. Aegyd ums Leben gekommen. Da im Totenbuch hauptsächlich nur sehr ungenaue Angaben wie „Allgemeine Körperschwäche“ etc. als Todesursache zu finden sind, kann man davon ausgehen, dass ein beträchtlicher Teil infolge des harten Arbeitseinsatzes und der Misshandlungen der SS und Kapos ums Leben gekommen ist.

## Lagerverwaltung
Lagerführer war Willi Auerswald, der Rapportführer Anton Perschl. Die Lagerwache bestand aus 36 bis 60 SS-Männern. Gegen diese fanden zwischen 1970 und 1975 Ermittlungen wegen Tötungshandlungen statt, die jedoch eingestellt wurden.